# NGC 270
NGC 270 је лентикуларна галаксија у сазвежђу Кит која се налази на NGC листи објеката дубоког неба.
Деклинација објекта је - 8° 39' 6" а ректасцензија 0h 50m 32,4s. Привидна величина (магнитуда) објекта NGC 270 износи 12,9 а фотографска магнитуда 13,8. NGC 270 је још познат и под ознакама MCG -2-3-27, PGC 2938.